# Grammia rectilinea
Grammia rectilinea là một loài bướm đêm thuộc phân họ Arctiinae, họ Erebidae.